# 海龟岛
海龟岛是钓鱼岛及其附属岛屿中的一个小岛，位于黄尾屿东南，坐标为25°55.3′N 123°41.4′E。2012年3月3日，中华人民共和国国家海洋局、民政部公布其标准名称
。
海龟岛紧邻黄尾屿，是黄尾屿群体的陆地最东端。中华人民共和国公布的钓鱼岛海区的领海基线，其中一个基点就在海龟岛，这个基点是钓鱼岛所在领海基线的最东端（钓鱼岛及其附属岛屿有两条闭合的基线，另一条在赤尾屿）。

## 外部連結
- 中華民國內政部釣魚臺列嶼簡介（繁體中文）
- ウオッちず 地図閲覧サービス（試験公開） （页面存档备份，存于）（日本国土地理院の地形図）（日語）